# Giselbert von Maasgau
Giselbert (* um 825; † nach 14. Juni 877, vielleicht auch nach 6. September 885) ist 841 als Graf im Maasgau und 866 als Graf im Lommegau bezeugt. Er gilt als Stammvater des Geschlechts der Reginare, aus dem unter anderem das bis heute bestehende Haus Hessen im Mannesstamm hervorging. 
Seine Herkunft ist unbekannt. In der Forschung wird als sein Vater ein weiterer Giselbert, Nachkomme fränkischer Herzöge, genannt, aber auch vermutet, dass er normannischer Herkunft sei: Der Name Reginhar seines Sohnes erinnere an den nordischen Namen Ragnar, und die Zeit seines Auftretens falle mit den 825/830 zunehmenden Wikingerüberfällen und der Abtretung von Gebieten in Nordwesteuropa an ihre Anführer zusammen.

## Leben
Giselbert wird 841 als Graf im Maasgau bezeichnet, aber auch als Gefolgsmann Karl des Kahlen in der Zeit der karolingischen Bruderkriege nach dem Tod Ludwigs des Frommen (840). Der Vertrag von Verdun (843) und die Teilung des Reiches zwang ihn daher, den Herrschaftsbereich Lothars I., und damit den Maasgau zu verlassen.
Drei Jahre später, Anfang 846, gelang es ihm, eine der Töchter Lothars zu entführen. Er brachte sie nach Aquitanien, wo er sie heiratete. Um den aufgebrachten Lothar zu besänftigen, hielten Karl und Ludwig der Deutsche einen gemeinsamen Hoftag ab, auf dem sie versicherten, dass die Entführung nicht von ihnen initiiert worden sei. Wiederum drei Jahre später kam es zur Versöhnung zwischen dem Kaiser und Giselbert, die die Ehe anerkannte und beinhaltete, dass Giselbert in seinen Herrschaftsbereich zurückkehren konnte. Der Name der geraubten Tochter ist nicht bekannt, er wird in späteren Quellen mit Ermengard angegeben, wobei es aber wohl zu einer Verwechslung kam.
866 wird Giselbert als Graf im Lommegau genannt. Im Juni 877 befindet er sich unter den Adligen, die Karl der Kahle im Kapitular von Quierzy bezeichnet, um seinen Sohn Ludwig den Stammler während Karls Italienfeldzug, von dem er nicht zurückkehrte, zu begleiten. Ein weiteres Dokument aus dem Jahr 885 nennt zwar den Namen Giselbert, aber hier ist nicht klar, ob es sich noch um dieselbe Person handelt, auch wenn niemand sonst dafür in Frage zu kommen scheint.
Giselberts Sohn ist Graf Reginar I. Giselbert selbst wurde somit zum Begründer des Hauses der Reginare, aus dem unter anderem das bis heute bestehende Haus Hessen im Mannesstamm hervorging.

## Offene Fragen
Die geschilderte Vita ist weitgehend in der Forschung anerkannt. Jedoch gibt es auch offene Fragen und Punkte, die andere Interpretationen zulassen.
- Es ist nicht belegt, dass der Entführer Giselbert und der Graf im Maasgau dieselbe Person sind.[11]
- Es ist nicht belegt, dass Reginar Giselberts Sohn ist.[12]
- Selbst auf der Basis, dass der Entführer und der Graf im Maasgau identisch sind, ist es nicht gesichert, dass die Tochter Lothars die Mutter Reginars ist: einige Historiker sehen die Möglichkeit einer zweiten Ehe Giselberts[13], andere weisen darauf hin, dass der spätere Aufstieg der Reginare ohne eine Abstammung von den Karolingern kaum möglich gewesen wäre.[14]

## Belege
1. ↑  Schwennicke.
2. ↑  Thiele, Tafel 16.
3. ↑  McKittrick, S. 327.
4. ↑  Scholzer/Rogers, S. 158.
5. ↑  Settipani, S: 264.
6. ↑  Annales Fuldenses zum Jahr 846: "DCCCXLVI. Gisalbertus vassallus Karli filiam Hlutharii imperatoris rapuit et in Aquitaniam profectus in coniugem accepit. Hludowicus occidentem profectus 5 mense Martio cum Karlo placitum habuit; in quo uterque eorum publice contestatus est suae non fuisse voluntatis, quodh Gisalbertus filiae Hlutharii iungeretur, ut his auditis Hlutharius facilius placari potuisset." – "846. Giselbert, ein Vasall Karls [des Kahlen], raubte eine Tochter des Kaisers Lothar, und ging nach Aquitanien, wo er sie heiratete. Ludwig [der Deutsche] zog nach Westen und hielt im Monat März mit Karl einen Hoftag ab, wo beide öffentlich bezeugten, dass es nicht ihr Wille gewesen sei, dass Giselbert sich mit Lothars Tochter verbinde, damit Lothar leichter beschwichtigt werden könne, wenn dies bekannt würde."
7. ↑  Schwennicke.
8. ↑  Brandenburg, Tafel 1 Seite 2 und Anmerkungen S. 112.
9. ↑  "Arnulfus comes, Gislebertus, Letardus, Matfridus, Widricus, Gotbertus, Adalbertus, Ingelgerus, Rainerus" (Karoli II Imp. Conventus Carisiacensis, MGH LL 1, S. 537.).
10. ↑  Kaiser Karl III. vergibt Land in pago Condruscio (Condroz zwischen Maas und Ardennen) an Gislebertus … comes … fidelis suis Teodone (D Karl 130, 6. September 885).
11. ↑   „Immerhin ist zu bedenken, dass die Identität des Schwiegersohnes Kaiser Lothars mit dem gleichnamigen Grafen im Maasgau nicht völlig feststeht ..:“ (Brandenburg, Anmerkungen S. 112).
12. ↑  Basis für die Filiation ist: "...die Amtsnachfolge Reginars in jenen Gebieten, in denen sich zuvor Giselbert feststellen ließ, und auf die Wiederkehr des Giselbert-Namens bei Reginars I. ältestem Sohn." (Hlawitschka, S. 236).
13. ↑  "…und dass, auch wenn diese Identität als gegeben angesehen wird, Reginar aus einer anderen Ehe Giselberts stammen könnte. Auffällig ist das Fehlen aller karolingischen Namen in seiner Deszendenz. " (Brandenburg, Anmerkungen S. 112, im gleichen Sinne Hlawitschka, S. 233).
14. ↑  "Die Stellung, die das Haus [der Reginare] im gleichen Raum und dann in ganz Lothringen in der Folge einnimmt, entspricht dem Prestige der karolingischen Abkunft, deren Annahme auf einem zeitgenössisch bezeugten Ereignis, nicht auf der Erfindung späterer Genealogen beruht." (Werner, S. 449f).

| Vorgänger | Amt                    | Nachfolger |
| --------- | ---------------------- | ---------- |
| —         | Graf im Maasgau 841–?  | Reginar I. |
| —         | Graf im Lommegau 866–? | —          |

| Personendaten    | Personendaten             |
| ---------------- | ------------------------- |
| NAME             | Giselbert von Maasgau     |
| ALTERNATIVNAMEN  | Giselbert II. von Maasgau |
| KURZBESCHREIBUNG | Graf im Maasgau           |
| GEBURTSDATUM     | um 825                    |
| STERBEDATUM      | nach 875                  |